# Phobocampe geometrae
Phobocampe geometrae là một loài tò vò trong họ Ichneumonidae.